# Austin Wright
Pour les articles homonymes, voir Wright.
Austin McGiffert Wright, né le 6 septembre 1922 à Yonkers (État de New York) et mort le 23 avril 2003 à Cincinnati (États-Unis), est un romancier et critique littéraire américain et professeur émérite d'anglais à l'université de Cincinnati.

## Biographie

### Formation
- Université Harvard
- Université de Chicago

## Publications
- (en) Joseph Spence: A Critical Biography, Chicago : University of Chicago, 1950.
- (en) Tony and Susan ; Austin Wrignt, 1993 ; "Tony et Susan" pour la version française, Editions du Seuil, septembre 1995